# Samir Fuchs
Samir Fuchs (* 14. März 1977 in Berlin) ist ein deutscher Schauspieler und Synchronsprecher mit ägyptischen Wurzeln.

## Leben
Samir Fuchs besuchte nach dem Abitur von 2000 bis 2003 das Europäische Theaterinstitut Berlin und spielte dort während dieser Zeit in einigen Inszenierungen wie Die Verschwörung des Fiesco zu Genua oder der Glasmenagerie. Seit Beendigung seiner Ausbildung arbeitet Fuchs hauptsächlich als Film- und Fernsehschauspieler, daneben ist er auch umfangreich in der Synchronisation tätig.
In einer Dokumentation über die Anschläge vom 11. September 2001 verkörperte Fuchs den Terroristen Mohammed Atta. Ferner war Fuchs in verschiedenen Fernsehfilmen und -serien zu sehen, unter anderem 2011 in der Polizeiruf-110-Folge Cassandras Warnung, die im darauffolgenden Jahr mit dem Hamburger Krimipreis ausgezeichnet wurde und für den Grimme-Preis nominiert war. Als Synchronsprecher leiht er seine Stimme zahlreichen Kollegen in überwiegend US-amerikanischen und französischen Produktionen. In dem Film Iron Sky und einer Folge der Serie Homeland synchronisierte Fuchs sich selber.
Samir Fuchs ist außerdem in der Werbung tätig und hat in mehreren Folgen der Hörspielserie Geisterjäger John Sinclair mitgewirkt. Er lebt in Berlin.

## Filmografie (Auswahl)
- 2003: Vier Könige, drei Regeln
- 2004: SK Kölsch – Schmock
- 2007: Rosa Roth – Der Tag wird kommen
- 2008: Der Baader Meinhof Komplex
- 2010: Unbelehrbar
- 2010: Amerikas Alptraum: Der 11. September 2001
- 2011: Polizeiruf 110: Cassandras Warnung
- 2012: Iron Sky
- 2012: Danni Lowinski – Nazi
- 2012: Was machen Frauen morgens um halb vier?
- 2012: Blonder als die Polizei erlaubt
- 2012: Tod einer Polizistin
- 2012, 2021: Alarm für Cobra 11 – Die Autobahnpolizei – Gier, Das Team
- 2013: Tatort: Melinda
- 2014: Tatort: Der Wüstensohn
- 2015: Karbala
- 2015: Homeland – Separation Anxiety
- 2015: Heimat ist kein Ort
- 2015: Das Beste aller Leben
- 2015: Ich bin dann mal weg
- 2016: Willkommen bei den Hartmanns
- 2017: Ein starkes Team – Gestorben wird immer
- 2017: Die Herberge
- 2017: Das Institut – Oase des Scheiterns – Crashkurs Deutsch
- 2018: Notruf Hafenkante – Fremdes Land
- 2018: Der Alte – Wer bremst, hat verloren
- 2019: Schnitzel de Luxe (TV Komödie, ARD)
- 2019: Nur eine Frau
- 2019: Der Auftrag
- 2020: Auf dünnem Eis
- 2021: Das Haus
- 2021: Schneller als die Angst (TV-Thriller-Serie, ARD) – Regie: Florian Baxmeyer
- 2022: SOKO Stuttgart – Escape Room
- 2023: Die Therapie (Fernsehserie)
- 2025: Verhängnisvolle Leidenschaft Sylt

## Synchronrollen (Auswahl)

### Spielfilme
- 2005: Ali Kazim in Adams Äpfel
- 2009: Selim Akgül in Welcome
- 2010: Ahmed Saguia in Fasten auf Italienisch
- 2012: Farshad Farahat in Argo
- 2012: Zinedine Soualem in Operation Casablanca
- 2013: Faysal Ahmed in Captain Phillips
- 2013: Bryan Polach in Maman und ich
- 2014: Moahammed Guelt in Heute bin ich Samba
- 2014: Arkie Reece in Dracula Untold
- 2015: Beejan Land in Rock the Kasbah
- 2015: Amra Mallassi in James Bond 007: Spectre
- 2016: Michael Benyaer in Deadpool
- 2016: Charlie de Melo in Jarhead 3 – Die Belagerung
- 2019: Hedi Bouchenafa in Monsieur Claude 2

### Fernsehserien
- Usman Ally in Castle (Folge 20)
- Michael Aranov in Elementary (Folge 24) und Forever (Folge 15)
- Haaz Sleiman in Covert Affairs (Folgen 12, 13 und 16) und Reckless (Folge 10)
- Numan Acar in Crossing Lines (Folge 11)
- Hani Al Naimi in Agents of S.H.I.E.L.D. (Folge 17)
- David Avery in The Night Manager (Folgen 1 und 6)
- Anthony Azizi in Grey’s Anatomy (Folge 20)
- Anto Boghokian in The Mentalist (Folge 3)
- Will Cobbs in Good Wife (Folge 12)
- George Georgiou in Bones – Die Knochenjägerin (Folge 19)
- Master P in Oz – Hölle hinter Gittern (Folge 14/Synchro 2014)
- Omar Metwally in Dig (Folgen 1 bis 6)
- Gino Salvano in Burn Notice (Folge 14)
- Shayan Shojaee in Unforgettable (Folge 5)

## Hörspiele
- 2015: King of Kings – Regie: Oliver Sturm